# Batthyány-örökmécses

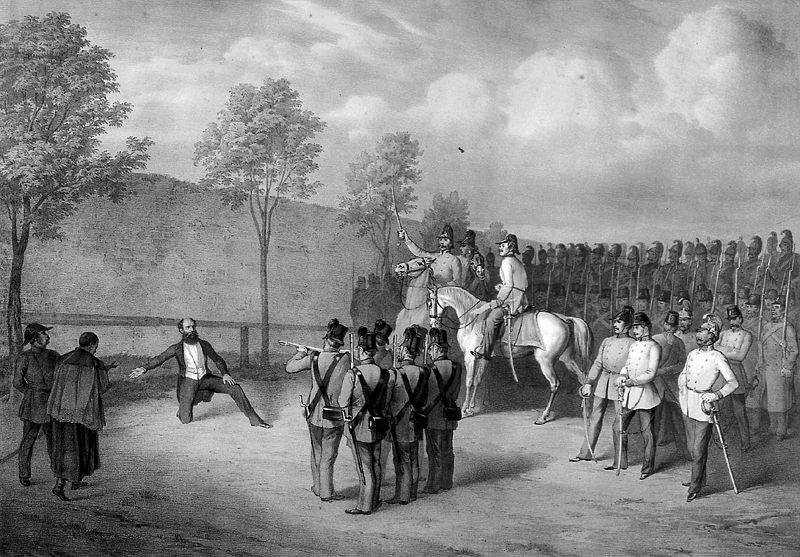
Gróf Batthyány Lajos kivégzése az Újépület udvarán

A Batthyány-örökmécses (vagy Batthyány Lajos-örökmécses) Budapest V. kerületében, a Báthory utca és a Hold utca kereszteződése által alkotott téren álló emlékmű. E helyen – az egykori Újépület udvarán – végezték ki 1849. október 6-án gróf Batthyány Lajost (1807–1849), Magyarország első felelős miniszterelnökét.

## Története
Az emlékmű felállításáról a főváros 1905-ben döntött, a tervpályázat nyertese Pogány Móric építész lett. Az első világháború miatt elhúzódott a megvalósítás. Az ünnepélyes leleplezés 1926. október 6-án történt, melyen Lebó István, az utolsó élő 1848-as honvéd is jelen volt.

## Politikai események színhelye
Az emlékmű többször (1941, 1943, 1988) volt ellenzéki utcai demonstráció helyszíne.

## Leírása
A mécses egy bronztartóban elhelyezett bíborszínű üvegpohár belsejében található, mely egy három lépcsőfokos talapzaton nyugszik. A lámpás 180 centiméter magas és 4 lábon áll.